# ناگائوکاکیو، کیوتو
ناگائوکاکیو در استان کیوتو در کشور ژاپن واقع شده‌است  که دارای جمعیت ۷۹٬۰۳۱ نفر و مساحت ۱۹٫۱۸ کیلومتر مربع با تراکم جمعیت ۴٬۱۲۰  نفر در کیلومترمربع است و در تاریخ ۱ اکتبر ۱۹۷۲ به عنوان شهر شناخته شد.